# Државна комисија за тајне гробнице убијених после септембра 1944.
Државна комисија за тајне гробнице убијених после септембра 1944, или пуним називом Државна комисија  за проналажење и обележавање свих тајних гробница у којима се налазе посмртни остаци стрељаних после ослобођења 1944. године, комисија је министарства правде Републике Србије која за задатак има истраживање, проналажење и обележавање свих тајних гробница у којима се налазе остаци страдалих након ослобођења Србије 1944. године.

## Циљеви
Циљеви Комисије су:
1. Истраживање, проналажење и обележавање свих тајних гробница у којима се налазе стрељани од септембра 1944. године;
2. Преузимање посла лоцирања и обележавања свих гробних места као и утврђивање тачног броја стрељаних лица од септембра 1944 године и
3. Припремање и достављање извештаја о свом раду Влади Републике Србије.

## Активности
Активности Комисије су:
1. Сакупљање целокупне постојеће грађе, како оне познате, тако и оне која носи ознаку поверљивости у архивама БИА, ВБА, Архиву Србије и другим архивама, сакупљање свих доступних усмених сведочења, као и додатна усмена сведочења од живих сведока. Сва прикупљена грађа биће штампана у документима о тајним гробницама у Србији;
2. Доношење препоруке министарству правде о обављању ексхумације неколико масовних гробница које ће послужити као студије случаја и образоваће се пододбор за ексхумације;
3. Након обављања ексхумација тајних гробница Комисија ће објавити студије случајева ексхумација масовних гробница са детаљном методологијом;
4. Комисија ће након завршетка рада објавити све податке о тајним гробницама стрељаних након 1944. године са тачно назначеним местима тајних гробница насталих након септембра 1944. о којима постоје доступни подаци и са списком свих страдалих лица и
5. Локалне самоуправе ће на основу налаза и упутстава Комисије моћи да образују локалне одобре за ексхумацију и обележавање тајних гробница на њиховом подручју.